# Carl Gustav Carus
Carl Gustav Carus (født 3. januar 1789 i Leipzig, død 28. juli 1869 i Dresden) var en tysk læge, filosof og maler. Han spillede flere roller under romantikken.

## Liv og værker
I år 1811 blev han dr. i medicin og filosofi. I 1844 blev han professor i obstetrik og leder af medicin og kirurgi i fødeklinikken i Dresen. Fra 1814 til 1817 lærte han sig at udføre oliemalerier af Caspar David Freidrich. Han havde allerede taget tegnetimer hos Julius Diez og Julius Schnorr von Carolsfeld i Oeser.
Da kong Frederik August 2. af Sachsen rejste til Storbritannien i 1844, ledsagede Carus ham som livlæge. Det var ikke et statsbesøg, men da kongen var gæst hos dronning Victoria og prins Albert på Windsor Slot, fik Carus mulighed for at besøge seværdigheder i London og i universitetsbyerne Oxford og Cambridge. Han mødte andre interesserede i naturvidenskabelige opdagelser. Kongen og Carus rejste meget i England, Wales og Skotland, og Carus udgav The King of Saxony's Journey through England and Scotland, 1844.
Han er bedst kendt for at grundlægge konceptet om hvirveldyrs arketype, som er et skelsættende led i udviklingen af Darwins teori om evolution. I 1836 blev han valgt som udenlandsk medlem af Kungliga Vetenskapsakademien (De kongelige Svenske Videnskabs akademi). Carus er også kendt for sin bog Psyche (1846).

Carl Jung anerkendte Carus.
Selv om mange filosoffer som Leibniz, Kant og Schelling havde påpeget den mørke side af psyken, så var det Carus, som fra sin videnskabelige og medicinske erfaring så det ubevidste, som den essentielle basis for sindet. Det var C. G. Carus, som Eudard Von Hartmann fulgte. (Jung [1959] 1969, par. 259)
Crauss døde i Dresden. Han er begravet på Trinitatis-Friedhof (Trinitatis begravelsesplads) østligt i Dresden. Hans grav ligger i syd-vestlige del mod sydvæggen.

## Værker.
Zoologi, entomologi, sammenlignende anatomi, evolution
- Lehrbuch der Zootomie (1818, 1834).
- Erläuterungstafeln zur vergleichenden Anatomie (1826–1855).
- Von den äusseren Lebensbedingungen der weiss- und kaltblütigen Tiere (1824).
- Über den Blutkreislauf der Insekten (1827).
- Grundzüge der vergleichenden Anatomie und Physiologie (1828).
- Lehrbuch der Physiologie für Naturforscher und Aerzte (1838)- also medical
- Zwölf Briefe über das Erdleben (1841).
- Natur und Idee oder das Werdende und sein Gesetz. 1861.

Medicin
- Lehrbuch der Gynekologie (1820, 1838).
- Grundzüge einer neuen Kranioskopie (1841).
- System der Physiologie (1847–1849).
- Erfahrungsresultate aus ärztlichen Studien und ärztlichen Wirken (1859).
- Neuer Atlas der Kranioskopie (1864).

Psykologi, metafysik, race, fysiognomi
- Vorlesungen über Psychologie (1831).
- Psyche; zur Entwicklungsgeschichte der Seele (1846, 1851).
- Über Grund und Bedeutung der verschiedenen Formen der Hand in veschiedenen Personen (About the reason and significance of the various forms of hand in different persons)(1846).
- Physis. Zur Geschichte des leiblichen Lebens (1851).
- Denkschrift zum 100jährigen Geburtstagsfeste Goethes. Über ungleiche Befähigung der verschiedenen Symbolik der menschlichen Gestalt (1852, 1858).
- Über Lebensmagnetismus und über die magischen Wirkungen überhaupt (1857).
- Über die typisch gewordenen Abbildungen menschlicher Kopfformen (1863).
- Goethe dessen seine Bedeutung für unsere und die kommende Zeit (1863).
- Lebenserinnerungen und Denkwürdigkeiten – 4 volumes (1865–1866).
- Vergleichende Psychologie oder Geschichte der Seele in der Reihenfolge der Tierwelt (1866).

Kunst
- Neun Briefe über Landschaftsmalerei. Zuvor ein Brief von Goethe als Einleitung (1819–1831).
- Die Lebenskunst nach den Inschriften des Tempels zu Delphi ( 1863).
- Betrachtungen und Gedanken vor auserwählten Bildern der Dresdener Galerie (1867).